# Hemipenthes maura
Hemipenthes maura är en tvåvingeart som först beskrevs av Carl von Linné 1758.  Hemipenthes maura ingår i släktet Hemipenthes och familjen svävflugor. Inga underarter finns listade i Catalogue of Life.